# Philonicus sichanensis
Philonicus sichanensis är en tvåvingeart som beskrevs av Tsacas 1977. Philonicus sichanensis ingår i släktet Philonicus och familjen rovflugor. Inga underarter finns listade i Catalogue of Life.